# Ipoteşti (Suceava)
Ipoteşti é uma comuna romena localizada no distrito de Suceava, na região de Bucovina. A comuna possui uma área de 22.82 km² e sua população era de 5340 habitantes segundo o censo de 2007.